# Круз, Тед
Тед Круз (англ. Ted Cruz), полное имя Рафаэль Эдвард Круз (англ. Rafael Edward Cruz; род. 22 декабря 1970, Калгари, провинция Альберта, Канада), — американский политический деятель, сенатор США от штата Техас с января 2013 года, член Республиканской партии. 
Тед Круз — первый политик латиноамериканского происхождения, избранный сенатором США от Техаса.

## Биография

### Происхождение, детство и образование
Тед Круз родился в Калгари (провинция Альберта, Канада) 22 декабря 1970 года. Его отец, Рафаэль Круз — кубинский эмигрант, когда-то воевавший вместе с Фиделем Кастро против диктатора Батисты. Он эмигрировал с Кубы в США в 1957 году, не умея разговаривать по-английски и имея с собой всего 100 долларов, а затем обучался в Техасском университете в Остине, хотя ему приходилось мыть посуду, чтобы заработать себе на обучение. Мать Теда Круза выросла в Делавэре в семье с ирландскими и итальянскими корнями.
Тед Круз рос и учился в Хьюстоне, штат Техас, и окончил Вторую баптистскую школу (Second Baptist High School). После этого он поступил в Принстонский университет и получил там степень бакалавра, а затем получил степень доктора права (J.D.) в Гарвардской школе права.

### Политическая карьера
В 2003 году генеральный прокурор Техаса Грег Эбботт назначил Теда Круза генеральным солиситором Техаса — фактически главным юрисконсультом штата. Получив эту должность в 32 года, Круз стал самым молодым генеральным солиситором штата в США. Он проработал генеральным солиситором Техаса до 2008 года. C 2004 по 2009 год Круз также преподавал в школе права Техасского университета в Остине.
В январе 2011 года, узнав, что Кэй Бэйли Хатчисон не будет переизбираться на следующий срок на место сенатора США от Техаса, Тед Круз объявил о своём намерении участвовать в избирательной кампании.
Первичные выборы кандидата от республиканской партии на пост сенатора США от Техаса состоялись 29 мая 2012 года. Основным соперником Теда Круза был вице-губернатор Техаса Дэвид Дьюхерст, который набрал 45 % голосов, в то время как у Круза было 34 %. Тем не менее, поскольку Дьюхерст набрал менее 50 %, на 31 июля 2012 года был назначен второй тур голосования, в котором оставались только эти два кандидата. Во втором туре Круз опередил Дьюхерста на 14 %, несмотря на поддержку, которую оказывали последнему губернатор Техаса Рик Перри и другие известные политики.
Выборы сенатора США от штата Техас состоялись 6 ноября 2012 года — в них кандидату-республиканцу Теду Крузу (поддержанному также «Движением чаепития») противостоял кандидат от демократической партии Пол Сэдлер. Уже к концу дня было ясно, что с большим отрывом побеждает Круз — у него было 57 % голосов (против 40 % у Сэдлера). Таким образом, Тед Круз стал первым политиком латиноамериканского происхождения, который был избран сенатором США от Техаса.
Его срок работы в Сенате США начался 3 января 2013 года. Тед Круз стал 19-м сенатором 1 класса от Техаса и заменил Кэй Бэйли Хатчисон, которая проработала на этом посту почти 20 лет. Вторым сенатором США от Техаса в настоящее время является Джон Корнин, чей срок истекает в январе 2027 года.

### Президентская кампания 2016 года
В марте 2015 года Тед Круз заявил о своём намерении побороться за возможность участия в президентских выборах 2016 года в качестве кандидата от республиканской партии. 23 марта 2015 года он сделал официальное заявление по этому поводу в своём выступлении в Университете Либерти в городе Линчберг (штат Виргиния), став первым участником президентской гонки. Согласно опросу, проведённому Monmouth University, на 16 декабря 2015 года Тед Круз с 27 % занимал у республиканцев второе место, значительно уступая миллиардеру Дональду Трампу (41 %).
В самом начале республиканских праймериз, на кокусах в штате Айова, состоявшихся 1 февраля 2016 года, Тед Круз неожиданно обошёл лидера кампании Трампа и набрал 27,6 % голосов. На всех трёх последующих праймериз, прошедших в штатах Нью-Гэмпшир (10 февраля), Южная Каролина (21 февраля) и Невада (23 февраля), Круз занял третье место.
В «супервторник», состоявшийся 1 марта, Круз одержал победы в трёх штатах из одиннадцати — Техасе, Аляске и Оклахоме. В Техасе, в частности, он набрал 43,8 % голосов и проиграл всего лишь в шести из 254 округов. 5 марта, в «суперсубботу», Круз выиграл в штатах Канзас и Мэн, после чего он стал рассматриваться как единственный кандидат, способный победить Трампа.
8 марта Круз победил в Айдахо, где он опередил Трампа более чем на 17 %, а также занял второе место в Миссисипи, Мичигане и на Гавайях. 12 марта Круз одержал победу на окружной партийной конвенции в Вайоминге, получив 70,9 % голосов.
22 марта, на кокусах в Юте, Круз одержал свою крупнейшую победу, получив 69,2 % голосов против 16,8 % у губернатора Огайо Джона Кейсика и 14 % у Дональда Трампа.
5 апреля Круз набрал 48,2 % голосов и победил на праймериз в Висконсине, где его поддержал губернатор Скотт Уокер, а 9 апреля на партийной конвенции в Колорадо Круза поддержали все делегаты. 16 апреля он получил голоса всех оставшихся 14 делегатов от Вайоминга, окончательно утвердив свою победу в этом штате.
27 апреля Круз заявил, что в том случае, если он станет официальным кандидатом в Президенты США от Республиканской партии, его кандидатом в вице-президенты будет Карли Фиорина.
Одной из проблем избирательной кампании Круза мог стать факт его рождения в Канаде, который служит основой для обвинений в несоответствии положению Конституции США, что президент должен являться «урождённым гражданином» (natural born Citizen). Толкование данной юридической формулировки долгое время является предметом профессиональных споров между специалистами.
3 мая 2016 года Круз потерпел поражение на праймериз в Индиане, получив 36,6 % голосов против 53,3 % у Трампа, после чего объявил о выходе из президентской кампании.

## Политические взгляды
Тед Круз придерживается крайне консервативных политических взглядов.
В экономических вопросах он является сторонником свободной торговли и отмены минимального размера оплаты труда, выступает за введение плоской шкалы налогообложения и расформирование министерств энергетики, образования, торговли и жилищного строительства и городского развития, а также Налогового управления.
В вопросах внутренней и социальной политики Круз является противником абортов, Obamacare, однополых браков, легализации марихуаны, но поддерживает смертную казнь, USA Freedom Act и право на свободное ношение оружия.
Во внешнеполитических вопросах он, по собственным словам, находится «где-то между» изоляционизмом Рэнда Пола и активным интервенционизмом Джона Маккейна. Выступает против вмешательства США в сирийский конфликт с целью свержения президента Башара Асада, но поддерживает уничтожение Исламского государства; также является противником восстановления дипломатических отношений с Кубой и ядерного соглашения с Ираном.

## Критика
Стерлингский профессор Дэвид Блайт отмечал на страницах The Atlantic: "...Каждый раз, когда федералист, такой как сенатор Тед Круз из Техаса, клянется "отстаивать принципы" и "свободу", дабы "восстановить важнейшую границу двойного суверенитета", или обещает защищать "самоуправление" путем "возвращения к нашим основополагающим принципам ограниченного правительства и местного контроля", - его аудитория должна быть настороже не только из-за политических амбиций, продвигающих свободы сильных против свобод бессильных, но и из-за попытки подтолкнуть настоящее к преодоленному прошлому (имеется в виду период Гражданской войны - прим.)".

## Награды
- Медаль Мхитара Гоша (16 декабря 2021 года, Армения) — по случаю 30-летия установления дипломатических отношений между Республикой Армения и Соединёнными Штатами Америки, за значительный вклад в укрепление и развитие армяно-американских дружественных отношений и защиту общечеловеческих ценностей[24].